# Quotidien de l'Armée populaire de libération
Le Quotidien de l'Armée populaire de libération (chinois : 解放军报 ; pinyin : Jiěfàngjūn Bào), ou Quotidien de l'APL et Daily PLA est le journal officiel de l'Armée populaire de libération (APL) chinoise. Institutionnellement, le Quotidien de l'APL est le porte-parole de la Commission militaire centrale et, à ce titre, s'exprime au nom de l'APL elle-même. Sa ligne éditoriale est très proche de celle du Quotidien du Peuple, journal officiel du Parti communiste chinois.

## Histoire
Le Quotidien de l'APL est fondé le 1er janvier 1956, sous l'égide de la Commission militaire centrale du Parti communiste chinois, en tant que journal officiel de l'armée. Pendant la Révolution culturelle, le rédacteur en chef du journal a été limogé lors d'une lutte politique et le maréchal Lin Biao, alors proche de Mao Zedong et ministre de la Défense nationale. Lin Biao a été nommé responsable du journal par intérim avant d'en devenir le rédacteur en chef. Les éditoriaux les plus importants du journal ont été publiés conjointement par le Quotidien du Peuple et Drapeau Rouge, avec sa propre équipe, de 1967 à 1978, devenant ainsi ce que l'on a appelé « Deux Journaux et un Journal », représentant directement la voix suprême du Parti communiste chinois.
Le Quotidien de l'Armée populaire de libération (APL) est détenu et géré par le Département du travail politique de la Commission militaire centrale (jusqu'en 2016, par le Département politique général de l'Armée populaire de libération). Son personnel et ses correspondants proviennent principalement des bureaux de presse des branches de l'armée et des commandements de théâtre à l'échelle nationale. 
En mars 2018, le Quotidien de l'Armée populaire de libération est classé troisième parmi les 100 meilleurs journaux nationaux de Chine,.

## Ligne éditoriale
Le journal couvre généralement l'actualité de l'APL et d'autres affaires militaires, tout en projetant la voix de l'armée dans le domaine des politiques publiques, principalement à destination du public national. En août 2010, un éditorial suggérait que la stratégie militaire chinoise était dépassée et que la Chine devait « s'inspirer avec audace de l'expérience des cultures de l'information des armées étrangères », parallèlement à la modernisation et à l'ouverture des marchés publics.
Le PLA Daily, tout en étant officiellement la voix de l'armée, ne s'éloigne guère du message du Parti en matière de politique étrangère. « Il existe une forte corrélation entre la rhétorique de politique étrangère du Quotidien du Peuple, la voix civile du PCC, et celle de l'armée, le PLA Daily », écrit le spécialiste en stratégie Alastair Iain Johnston.
La parution des initiatives politiques favorites des dirigeants chinois dans les pages du PLA Daily est souvent interprétée par les spécialistes comme une expression de la force de ces dirigeants au sein de l'armée. Les chercheurs de l'Institut d'études stratégiques de l'École de guerre de l'armée américaine citent le grand nombre d'apparitions de propagande liée au « concept de développement scientifique » - promulgué par le dirigeant du Parti Hu Jintao - comme preuve que l'influence de Hu sur certains domaines du développement de l'APL depuis 2004 a été substantielle."